# Бессмертник волнистый
 По современной классификации вид Бессмертник волнистый является синонимом вида Цмин армянский. 
Бессмертник волнистый (лат. Helichrysum undulatum) — многолетнее травянистое растение, вид рода Цмин (Helichrysum) семейства Астровые (Asteraceae).

## Распространение и экология
Ареал вида охватывает Иран и Закавказье.
Произрастает на глинистых, каменистых и щебнистых склонах, нередко на гипсоносных, известняковых и засолённых почвах, поднимается до 2000 м над уровнем моря.

## Ботаническое описание
Растение, образующее небольшие плотные дерновинки. Корень деревянистый, волокнистый, толщиной 3—7 (до 12) мм, ветвящийся. Цветоносные стебли в числе нескольких или многочисленные, высотой 18—30 (до 45) см, прямостоящие или восходящие, войлочно-опушенные. Бесплодные побеги в неопределенном числе.
Листья линейные или линейно-лопатчатые, сидячие, нередко прижатые к стеблю, серо-зелёные или серые от обильного войлочного опушения, на верхушке с коротким коричневатым острием, по крайней мере часть листьев почти всегда по краю волнистые. Листья бесплодных побегов линейно-лопатчатые, оттянутые в черешок.
Корзинки 50—55-цветковые, в числе 10—25 (50), почти шаровидные или цилиндрически-бокаловидные, некрупные, диаметром 4—6 мм, на не длинных войлочно опушённых, цветоносах или почти сидячие, собранные в компактный или головчатый щиток. Листочки обёртки в числе 35—60, рыхловато расположенные, нередко оттопыренные, сильно варьирующие по окраске: серо-, бледно- и соломенно-жёлтые до беловатых или розоватые, розовые, кирпично-красные и оранжевые; самые наружные почти округлые, эллиптические или обратнояйцевидные, в два—четыре раза короче более внутренних, продолговато-лопатчатых или почти продолговатых, по верхнему краю слегка волнистых.
Хохолок приблизительно из 25 очень тонких едва зазубренных беловатых волосков.

## Таксономия
Вид Бессмертник волнистый входит в род Бессмертник (Helichrysum) трибы Gnaphalieae подсемейства Астровые (Asteroideae) семейства Астровые (Asteraceae) порядка Астроцветные (Asterales).
|  |                                      |  |                                                              |                                                              |                    |  | ещё 12 семейств (согласно Системе APG III) | ещё 12 семейств (согласно Системе APG III)    |                                               |  |  |  | ещё 20 триб (согласно Системе APG III)         | ещё 20 триб (согласно Системе APG III)         |  |  |  |  | ещё от 500 до 600 видов | ещё от 500 до 600 видов |
|  |                                      |  |                                                              |                                                              |                    |  | ещё 12 семейств (согласно Системе APG III) | ещё 12 семейств (согласно Системе APG III)    |                                               |  |  |  | ещё 20 триб (согласно Системе APG III)         | ещё 20 триб (согласно Системе APG III)         |  |  |  |  | ещё от 500 до 600 видов | ещё от 500 до 600 видов |
|  |                                      |  |                                                              | порядок Астроцветные                                         |                    |  |                                            |                                               | подсемейство Астровые                         |  |  |  |                                                | род Бессмертник                                |  |  |  |  |                         |                         |
|  |                                      |  |                                                              | порядок Астроцветные                                         |                    |  |                                            |                                               | подсемейство Астровые                         |  |  |  |                                                | род Бессмертник                                |  |  |  |  |                         |                         |
|  | отдел Цветковые, или Покрытосеменные |  |                                                              |                                                              | семейство Астровые |  |                                            |                                               | триба Gnaphalieae                             |  |  |  | вид Бессмертник волнистый                      |                                                |  |  |  |  |                         |                         |
|  | отдел Цветковые, или Покрытосеменные |  |                                                              |                                                              |                    |  |                                            |                                               |                                               |  |  |  |                                                |                                                |  |  |  |  |                         |                         |
|  |                                      |  | ещё 44 порядка цветковых растений (согласно Системе APG III) | ещё 44 порядка цветковых растений (согласно Системе APG III) |                    |  |                                            | ещё 11 подсемейств (согласно Системе APG III) | ещё 11 подсемейств (согласно Системе APG III) |  |  |  | ещё более 130 родов (согласно Системе APG III) | ещё более 130 родов (согласно Системе APG III) |  |  |  |  |                         |                         |
|  |                                      |  |                                                              | ещё 44 порядка цветковых растений (согласно Системе APG III) |                    |  |                                            |                                               | ещё 11 подсемейств (согласно Системе APG III) |  |  |  |                                                | ещё более 130 родов (согласно Системе APG III) |  |  |  |  |                         |                         |